# 2517 Orma
2517 Orma (1968 SB) là một tiểu hành tinh vành đai chính được phát hiện ngày 28 tháng 9 năm 1968 bởi Paul Wild ở Zimmerwald.